# San Bernardino (góry)
Góry San Bernardino (San Bernardino Mountains) – krótkie pasmo górskie na północny wschód od Los Angeles w stanie Kalifornia w USA. Pasmo rozciąga się na długości ok. 100 km (60 mil) na południowym krańcu pustyni Mojave. Od zachodniej strony Góry San Bernardino oddziela od Gór San Gabriel przełęcz Cajon, od strony wschodniej od pasma San Jacinto oddziela przełęcz Banning.
Najwyższy szczyt to San Gorgonio Mountain (3505 m n.p.m.).
W górach leżą popularne ośrodki wypoczynkowe południowej Kalifornii: Crestline, Lake Arrowhead, Running Springs i Big Bear Lake.